# Pethő Kincső
Pethő Kincső (Szombathely, 1974. december 31. –) magyar színésznő.

## Filmjei
- 8 mm 2 (2005) pincérnő
- Vörös vihar (2006) Tanya
- Jóban rosszban (2012-2013) Lux Anna[1]
- Drága örökösök (2020) Recepciós
- Keresztanyu (2021) Vásárló

## Színházi szerepei
- Cabiria éjszakái  koreográfus
- Kabaré-kávéház szereplő
- Orfeumjáték színész, koreográfus
- Simone de Beauvoir (Mi történhetett....)  tánc
- Vágyak idomítása szereplő
- Vörös rébék tánc[2]